# Анђа Петровић
Анђа Петровић (1891 — 1914) била је сестра сликарке Надежде Петровић и песника и писца Растка Петровића, а била је позната по лепоти, због чега ју је Иван Мештровић овековечио на споменику Незнаном јунаку на Авали. Анђа Петровић је такође била запажена због свог писма Лаву Толстоју у коме га моли да устане у заштиту Срба.

## Биографија
Анђа Петровић је била ћерка Мите Петровића, писца дела Финансије и установе обновљене Србије, сестра песника Растка Петровића, књижевнице Милице Мишковић и сликарке Надежде Петровић. Упоредну књижевност је студирала ванредно на Универзитету у Београду. Говорила је пет страних језика: француски, немачки, италијански, чешки и руски.
Анђа је често позирала сестри Надежди. Портрет из 1906. године под именом Глава-студија изложила је на Другој самосталној изложби у павиљону сликара Рихарда Јакопича, у Љубљани 1910. године.

## Писмо Лаву Толстоју
Анђа Петровић је 7. октобра 1908. године упутила писмо руском писцу и грофу Лаву Толстоју како би га замолила да се заузме за заштиту Срба. У писму му објашњава тежак положај Срба, јер је тада Босна и Херцеговина припојена Аустрији. Толстој јој узвраћа одговор чиме је њихова преписка започета. Био је одушевљен Анђиним залагањем за отаџбину, па јој је уз писма слао и књиге. Ова преписка подстакла је Толстоја да напише спис „О присаједињењу Босне и Херцеговине Аустрији”. Спис је прво објављен у Москви 1908. године, а наредне године и у Минхену. Ово је уједно било последње дело Лава Толстоја које је за живота објавио. Његов спис преведен је и на српски језик и објављен је у два београдска листа.

## Надежда Петровић о смрти сестре
Надежда Петровић је у једном од многобројних писама сликару Рихарду Јакопичу описала тугу због смрти своје сестре.
„Радујем се да дођеш у Србију а то ћеш с јесени сигурно и учинити. Ја сам била несрећна због удара који ме је у половини јануара задесио. Изгубила сам моју милу, добру и племениту Анђу-сестру. Ону најлепшу и најмилију међу мојим сестрама [...] Била сам ван себе, мислила сам да ћу умрети и да више не могу преживети овај ужас и изненадну смрт њену [...] Бејах неспособна да радим и општим с људима, да их примам у кућу, да идем колегама на састанке, да кореспондирам бејах немогућа. Тек од скора почех живети боље, али сам далеко од снаге што некад бејах. Ти и твоја жена знате колико ја њу љубљах. Бејаше ми мезимица кућна, мој саветник, моја естетичка тачка у кући и породици и данас је немам већ 4 месеца.”— Надежда Петровић, Писмо сликару Рихарду Јакопичу

## Радови

### Некњижна грађа
- Писмо Лаву Толстоју 1908.[3]